# Rosalía (zangeres)
Rosalía Vila Tobella (Sant Esteve Sesrovires, 25 september 1992), beter bekend als Rosalía, is een  singer-songwriter uit Spanje. Rosalía brak internationaal door  samenwerkingen met J Balvin en Pharrell Williams, en door diverse muziekprijzen te ontvangen. Zo kreeg de Spaanse zangeres al acht Latin Grammy Awards, waarvan twee voor de single Malamente. Haar jongste album Motomami werd internationaal geprezen en bekroond met meerdere awards, waaronder een Grammy Award voor Beste Latin Urban Album. 

## Biografie

### 1993-2016: jeugd
Vila werd geboren in Sant Esteve Sesrovires, een stad in het noorden van Barcelona. Al op jonge leeftijd leerde ze het flamencogenre kennen. Op 20-jarige leeftijd was ze flamencolerares.

### 2016-2017: Los Ángeles
Rosalía's debuutalbum Los Ángeles kwam uit in 2017 en werd goud in Spanje. Van het album verschenen twee singles: Catalina en De Plata. Met het album kreeg ze haar eerste nominatie op de Latin Grammy Awards. Ook ging ze voor het eerst op tournee. Ze eindigde de tournee in Sala Apolo te Barcelona.

### 2018-2019: El Mal Querer en internationale doorbraak
Haar tweede album El mal querer werd internationaal bekend en piekte in de Belgische albumlijst op 76 in Vlaanderen en op 138 in Wallonië. Haar album werd gigantisch populair in haar moederland: met 120.000 verkochte exemplaren werd het album met driemaal platina bekroond. Vier singles van het album haalden de top 10 in Spanje, waarvan Di mi nombre het succesvolst was: het werd haar eerste nummer 1 in haar moederland.

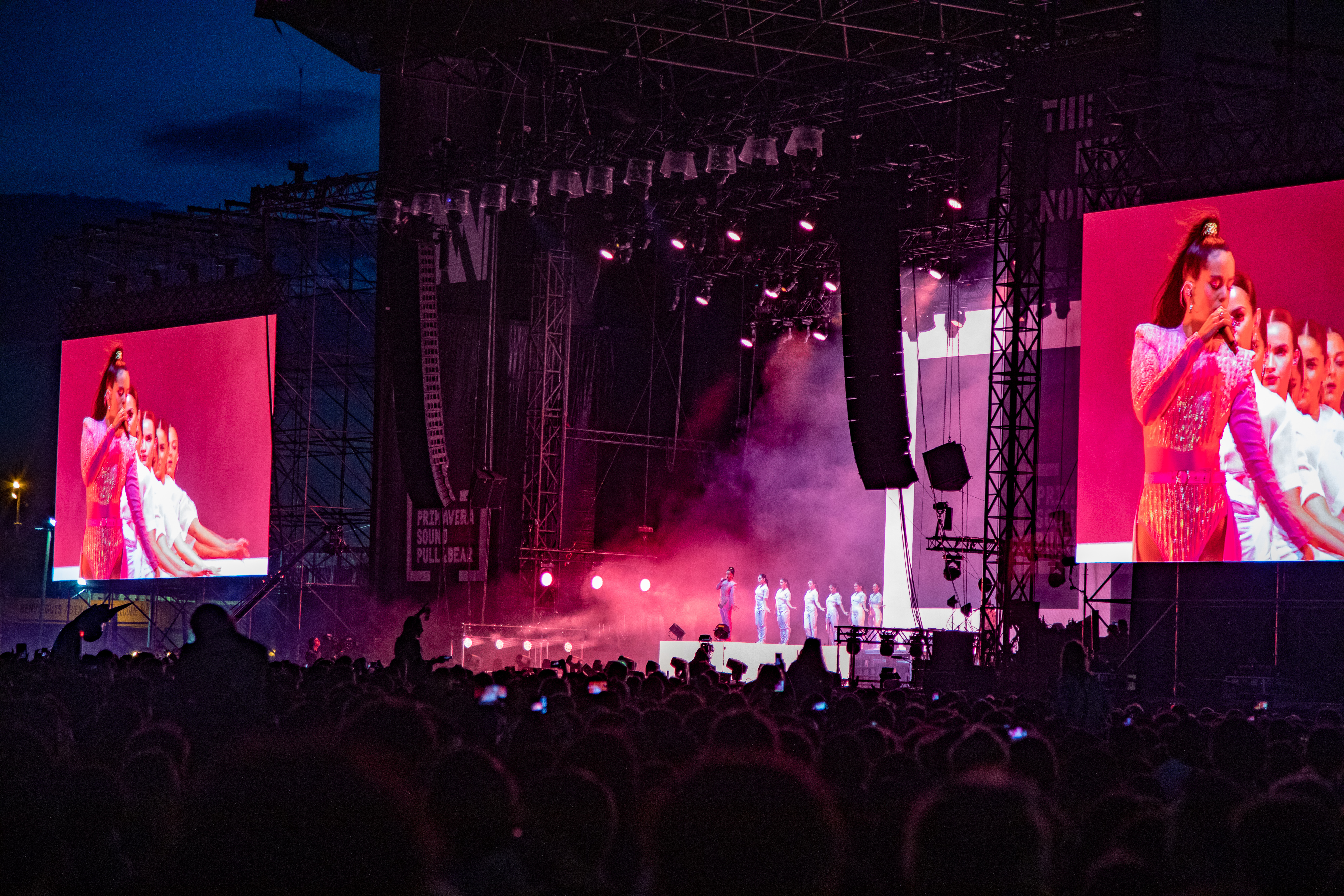
Rosalía zong voor 63,000 toeschouwers op Primavera Sound in Barcelona in juni 2019

Rosalía mocht ook een optreden geven op de European Music Awards 2018 in Bilbao, waar ze met luid applaus werd ontvangen. In 2019 bracht haar tournee El mal querer haar naar Rock Werchter, haar eerste concert in België. Ook trad ze op voor meer dan 63.000 toeschouwers op het Primavera Sound-festival in Barcelona en bezocht ze festivals als Glastonbury Festival en Down The Rabbit Hole.
Eveneens in 2019 leidde haar samenwerking met J Balvin tot het nummer Con Altura, dat in Argentinië, Spanje en Colombia nummer 1 werd.
Hetzelfde jaar maakte ze haar acteerdebuut in de film Dolor y gloria.  
Omdat haar bekende nummer Malamente een jaar oud was, bracht de zangeres een gloednieuwe single uit onder de titel Aute Cuture. Het nummer werd haar derde nummer 1-hit.
Op 3 juli 2019 verscheen de nieuwe single Milionària. Het nummer, dat zinnen in het Catalaans bevat, behaalde eveneens de eerste plaats in Spanje. Op de MTV Video Music Awards zong de zangeres een medley van drie nummers, waaronder Yo x ti, tú x mí (een samenwerking met de Porto Ricaanse zanger Ozuna). Ze behaalde er twee prijzen: in de categorieën beste choreografie en beste latin video. In november van hetzelfde jaar bracht ze A Palé uit, met verwijzingen naar de Mexicaanse kunstenares Frida Kahlo. Ze zong het nummer ook op de Latin Grammy Awards.

### 2020-2023: Motomami
Op 26 januari 2020 trad de zangeres op tijdens de Grammy Awards. Ze werd zo de eerste Spaanse artieste die mocht optreden op het gala. Ook mocht ze de prijs voor beste latinrock- of alternative-album, mee naar huis nemen. Op 24 maart bracht de zangeres de ballad Dolerme uit. Vervolgens verschenen er nog verschillende samenwerkingen waaronder Lo Vas a Olivadar, met Billie Eilish en een remix van de wereldhit Blinding Lights met de Canadese zanger The Weeknd.
Op 2 november 2021 kondigde de zangeres het Motomami tijdperk aan. Dit werd ingezet door een samenwerking eveneens met The Weeknd. De single La Fama kwam uit in november 2021, en werd haar zevende nummer 1-hit in Spanje. Daarnaast werd het nummer wereldwijd ook bekend, en verkreeg het nominaties voor talrijke awards. Het album verscheen uiteindelijk op 18 maart 2022. Het album werd zeer goed onthaald door critici. Het kreeg onder andere lovende commentaren van The Guardian en The Telegraph. De zangeres verkreeg vervolgens vier Latin Grammy Awards waaronder de hoofdprijs voor Album of the Year, ook wist de zangeres een Grammy binnen te halen voor Beste Latin album. De zomer en het najaar van 2022 stonden voor de zangeres in teken van de Motomami World Tour, een wereldtournee met 46 shows waaronder eentje in Vorst Nationaal, Brussel. Een show die zeer snel uitverkocht was. Later verscheen er ook nog een deluxe album met de zomersingle Despechá, die veel airplay kreeg in de Lage Landen. 
In 2023 bracht de zangeres RR uit, een ep met haar toenmalige vriend Rauw Alejandro. De zangeres deed in 2023 een festival tournee langs de grootste festivals zoals Primavera Sound, Rock Werchter en Lollapalooza.

## Privé
Rosalía was verloofd met zanger Rauw Alejandro.

## Discografie

### Albums
- Los Ángeles (2017)
- El mal querer (2018)
- Motomami (2022)

### Extended plays
- RR (2023) (samen met Rauw Alejandro)

### Singles
| Single met eventuele hitnotering(en) in de Nederlandse Top 40 | Datum van verschijnen | Datum van binnenkomst | Hoogste positie | Aantal weken | Opmerkingen       |
| ------------------------------------------------------------- | --------------------- | --------------------- | --------------- | ------------ | ----------------- |
| TKN                                                           | 2020                  | 06-06-2020            | tip1            | -            | met Travis Scott  |
| Lo vas a olvidar                                              | 2021                  | 23-01-2021            | tip29*          |              | met Billie Eilish |

| Single met hitnotering(en) in de Vlaamse Ultratop 50 | Datum van verschijnen | Datum van binnenkomst | Hoogste positie | Aantal weken | Opmerkingen                   |
| ---------------------------------------------------- | --------------------- | --------------------- | --------------- | ------------ | ----------------------------- |
| Malamente                                            | 01-06-2018            | 27-10-2018            | tip 3           |              | Nr. 43 in Airplay             |
| Barefoot in the park                                 | 18-01-2019            | 26-01-2019            | tip 11          |              | met James Blake               |
| Con Altura                                           | 30-03-2019            | 06-04-2019            | tip 17          |              | met J Balvin feat. El Guincho |
| Aute Cuture                                          | 2019                  | 08-06-2019            | tip 9           |              |                               |
| Yo x Ti Tu x Mi                                      | 2019                  | 04-10-2019            | tip 1           |              | met Ozuna                     |
| TKN                                                  | 2020                  | 06-06-2020            | tip 3           |              | met Travis Scott              |
| Lo vas a olvidar                                     | 2021                  | 30-01-2021            | 43              | 1            | met Billie Eilish             |